# Carl Auen

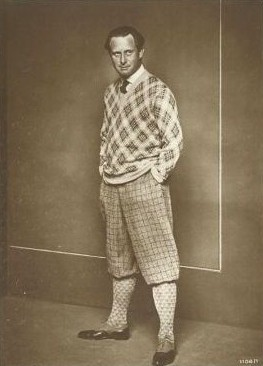
Carl Auen auf einer Fotografie von Nicola Perscheid um 1920.

Carl Auen, gebürtig Theodor Karl Auen (* 16. Februar 1892 in Byfang (heute Essen); † 23. Juni 1972 in Berlin-Lichterfelde), war ein deutscher Filmschauspieler.

## Leben
Carl Auen begann seine künstlerische Laufbahn 1911 am Theater. Sein Filmdebüt gab er 1914 an der Seite von Asta Nielsen mit der winzigen Rolle eines Oberkellners in dem Melodram Weiße Rosen. Seitdem stand er in zahlreichen Stummfilmen vor der Kamera, häufig unter der Regie von Franz Hofer, William Kahn, Leo Lasko und Wolfgang Neff, und oft in der Rolle gutaussehender Adliger und Gentlemen. Seinen Erfolg begründeten zwei Spielfilmreihen, in denen er den Kriminalisten Rat Anheim (ab 1917) und den Detektiv Joe Deebs (ab 1919) verkörperte. Den Höhepunkt seiner Karriere bildeten in den 1920er Jahren erfolgreiche Filme wie Frauenschicksal (1922), Lyda Ssanin (1923), Aschermittwoch (1924/25) und Einer gegen Alle (1926/27). In den Jahren 1929 und 1930 trat er in einer Filmreihe als Lux, der König der Verbrecher auf.
Auen gehörte bereits vor der „Machtergreifung“ der Nationalsozialisten dem völkisch gesinnten, antisemitischen Kampfbund für deutsche Kultur und der Nationalsozialistischen Betriebszellenorganisation Film an.
Im Tonfilm, zu dem er 1932 im Alter von 40 Jahren und nach 107 Stummfilmrollen wechselte, trat Carl Auen nur noch in Nebenrollen auf. Dennoch schätzte Joseph Goebbels ihn genug, um ihn 1933 zum Leiter der Fachschaft Film der Reichsfilmkammer zu ernennen, einer Schlüsselposition in der Personalpolitik innerhalb der nationalsozialistischen Filmindustrie. 1937 spielte Carl Auen im Propagandafilm Togger einen Kriminalbeamten und übernahm in Richard Eichbergs Zweiteiler Der Tiger von Eschnapur und Das indische Grabmal zum letzten Mal eine kleine Filmrolle.
Nach dem Ende des Zweiten Weltkriegs war Carl Auen Vertreter für Spirituosen.

## Filmografie
- 1914: Die geheimnisvolle Villa
- 1914: Weiße Rosen
- 1915: Seifenblasen
- 1916: Aus dem Buche des Lebens
- 1917: Der Saratogakoffer
- 1917: Die getupfte Krawatte
- 1917: Die Grille
- 1917: Unsichtbare Hände. Der Fall Melvil
- 1917: Giovannis Rache
- 1917: Der Fall Dombronowska-Clemenceau
- 1917: Der tolle Demmingen
- 1917: Fräulein Pfiffikus
- 1917: Der Theaterprinz
- 1918: Das Schwabemädle
- 1918: Verlorene Töchter
- 1918: Der lachende Tod
- 1918: Sr. Hoheit Brautfahrt
- 1918: Der tote Gast. Der Fall Rödern
- 1918: Sträfling 113 oder "Die Ehre für den Vater"
- 1918: Das verwunschene Schloß
- 1918: Leutnant Mucki
- 1918: Stürme des Lebens
- 1918: Das Tagebuch des Apothekers Warren
- 1918: Die Tänzerin
- 1918: Der rätselhafte Blick
- 1918: Genie und Liebe
- 1919: Die Verführten
- 1919: Der heulende Wolf
- 1919: Der Dolch des Malayen
- 1919: Moral und Sinnlichkeit
- 1919: Die Pantherbraut
- 1920: Karo 10
- 1920: Der Funkenruf der Riobamba
- 1920: Kaliber fünf Komma zwei
- 1920: Der Club der Hasardeure
- 1920: Der Mitternachtsbesuch
- 1920: Der Einäugige
- 1920: Johann Baptiste Lingg
- 1920: New York – Paris. 1. Teil: Spionagekonzern
- 1920: New York – Paris. 2. Teil: Spionagekonzern
- 1920: Die Wahrsagerin von Paris
- 1920: Lebenshunger (Russalka)
- 1920: Die schöne Miß Lilian
- 1920: Tamburin und Castagnetten
- 1921: Das ungeschriebene Gesetz
- 1921: Herz Dame
- 1921: Herz König
- 1921: Pique Sieben
- 1921: Treff As
- 1921: Die Beichte einer Gefallenen
- 1921: Der Schatten der Gaby Leed
- 1921: Die Sünden der Mutter
- 1921: Die Geheimnisse von Berlin. 2. Teil: Berlin W. Die Weltstadt in Glanz und Licht
- 1921: Die Gebieterin von St. Tropez
- 1921: Pique Bube
- 1922: Das Mädel aus der Hölle
- 1922: Das Diadem der Zarin
- 1922: Die Männer der Sybill
- 1922: Lyda Ssanin
- 1922: Frauenschicksal
- 1922: Im Glutrausch der Sinne, zwei Teile
- 1922: Divankatzen
- 1922: Die Zigarettengräfin
- 1923: Das Spiel der Liebe
- 1923: Die brennende Kugel
- 1923: Ein Kind – ein Hund
- 1924: Menschen im Nebel
- 1924: Winterstürme
- 1924: Gib mich frei!
- 1924: Das Haus am Meer
- 1925: Der Liebeskäfig
- 1925: Die Feuertänzerin
- 1925: Rund um den Alexanderplatz
- 1925: Der Schrei nach Glück
- 1925: Das alte Ballhaus (2 Teile)
- 1925: Die Handschrift des Inka
- 1925: Goldjunge
- 1925: Wege des Schicksals
- 1925: Aschermittwoch
- 1925: Lena Warnstetten
- 1926: Die Frauen von Folies Bergères
- 1926: Der lachende Ehemann
- 1926: Der Seekadett
- 1926: Annemarie und ihr Ulan
- 1927: Männer vor der Ehe
- 1927: So küßt nur eine Wienerin
- 1927: Ich hatte einst ein schönes Vaterland
- 1927: Die Welt ohne Waffen
- 1927: Der falsche Prinz
- 1927: Das Mädchen aus der Fremde
- 1927: Fassadengespenst
- 1927: Einer gegen Alle
- 1927: An der Weser
- 1928: Herzog Hansl (Erzherzog Johann)
- 1928: Großstadtjugend
- 1928: Diebe
- 1928: Das Lied, das meine Mutter sang
- 1928: Der Tanzstudent
- 1928: Tragödie im Zirkus Royal
- 1929: Es war einmal ein treuer Husar
- 1929: Meineid
- 1929: Lux, der König der Verbrecher
- 1929: Die Todesfahrt im Weltrekord
- 1929: Zwei Brüder (Rivalen der Liebe)
- 1929: Der Sittenrichter (§ 218)
- 1929: Großstadtkinder — Zwischen Spree und Panke
- 1929: Im Prater blüh’n wieder die Bäume
- 1929: Besondere Kennzeichen
- 1929: Sünde und Moral
- 1930: Zweimal Lux
- 1930: Pariser Unterwelt
- 1932: Die unsichtbare Front
- 1932: Der Orlow
- 1932: Husarenliebe
- 1932: Ballhaus goldener Engel
- 1932: Tannenberg
- 1932: Theodor Körner
- 1932: Es geht um alles
- 1933: Hans Westmar
- 1933: Was Frauen träumen
- 1933: Heideschulmeister Uwe Karsten
- 1933: Ein Lied geht um die Welt
- 1933: Kleiner Mann – was nun?
- 1933: Die Blume von Hawaii
- 1936: Es geht um mein Leben
- 1936: Maria, die Magd
- 1936: Ave Maria
- 1936: Blinde Passagiere
- 1936: Schlußakkord
- 1936: Befehl ist Befehl
- 1936: Verräter
- 1936: Savoy-Hotel 217
- 1936: Stärker als Paragraphen
- 1936: Donogoo Tonka
- 1936: Fridericus
- 1937: Zu neuen Ufern
- 1937: Mein Sohn, der Herr Minister
- 1937: Mit versiegelter Order
- 1937: Togger
- 1937: Die gläserne Kugel
- 1938: Der Tiger von Eschnapur
- 1938: Das indische Grabmal